# علاج قحفي عجزي

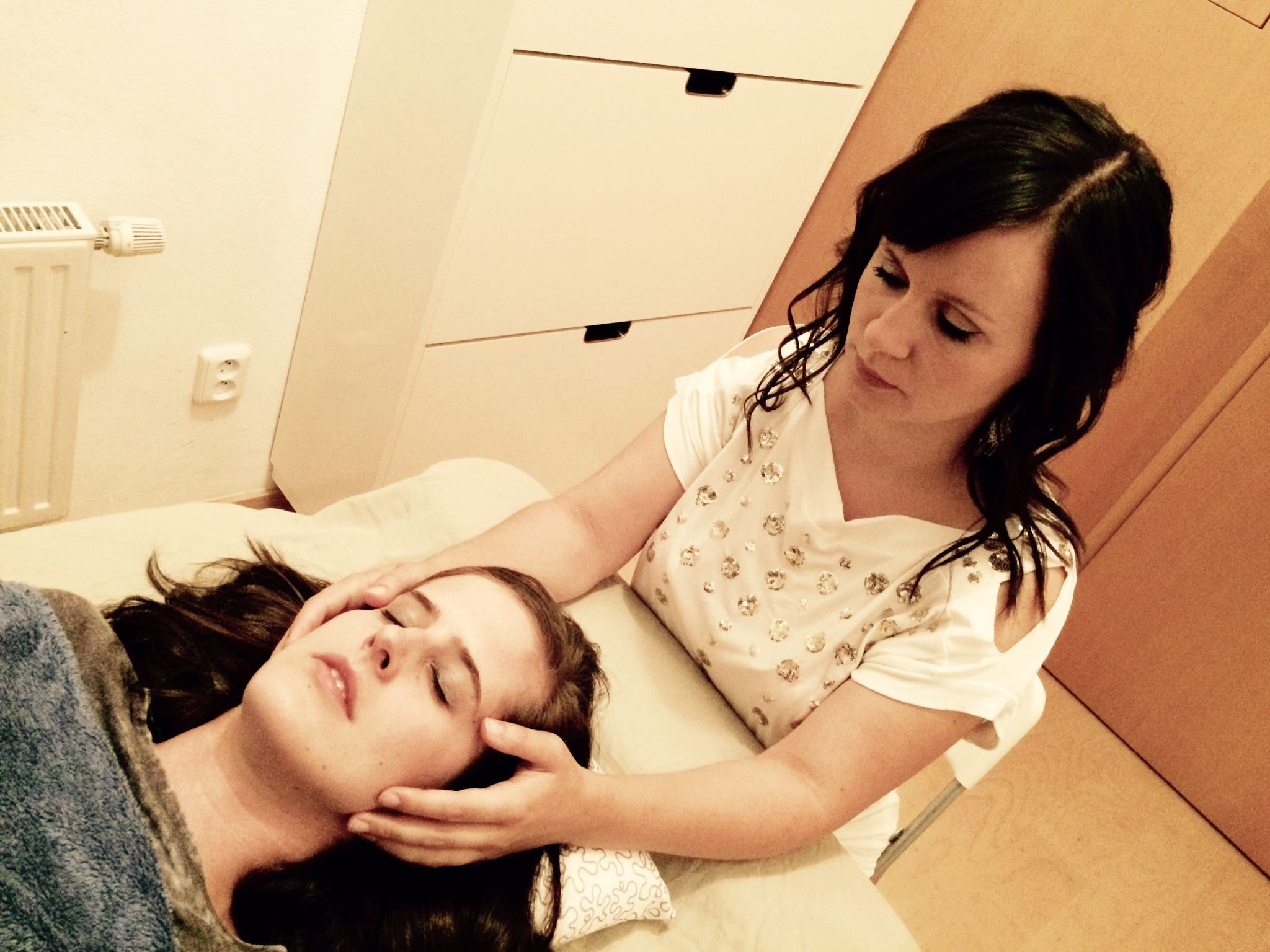
العلاج القحفي العجزي

العلاج القِحْفي العَجزي (بالإنجليزية: Craniosacral therapy)‏ وتُدعى اختصارًا CST، هي طريقةٌ علاجية في الطب التكميلي أو العلاج البديل الذي يستخدم فيه التدليك واللَمْس الخفيف لجس المفاصل العصبية في الجمجمة. يعتمد على المفاهيم الخاطئة الأساسية حول فسيولوجيا الجمجمة البشرية ويتم الترويج له كعلاج لجميع الحالات الصحية المتنوعة.
ابتُكر العلاج القحفي العجزي في سبعينات القرن العشريت من قِبل جون أوبليدجر، وهو طبيب هشاشة العظام، باعتباره الجمجمة فرعًا من العظام، والذي ابتكره ويليام جارنر ساذرلاند في ثلاثينيات القرن العشرين.
العلاج القِحْفِيّ هو علم زائف، وقد وصفت ممارسته بأنها شجاع.
لم يجد البحث الطبي دليلًا جيدًا على أن العلاج القِحْفِيّ يمنح أي فائدة صحية، ويمكن أن يكون ضارًا، لا سيما إذا استخدم على الأطفال أو الرضع. الافتراضات الأساسية لـ العلاج القِحْفِيّ غير صحيحة، والممارسون ينتجون تشخيصات متضاربة وحصرية متبادلة لنفس المرضى.

## الفعالية والسلامة
يدعي الممارسون في العلاج القِحْفِيّ أنه فعال في علاج مجموعة واسعة من الحالات، في بعض الأحيان يزعمون أنه علاج للسرطان، أو علاج للجميع. يناصر الممارسون بشكل خاص استخدام العلاج القِحْفِيّ للأطفال. تحذر جمعية السرطان الأمريكية من استخدام العلاج القِحْفِيّ على الأطفال دون سن الثانية. أعرب أطباء الأطفال عن قلقهم إزاء الضرر الذي يمكن أن تسببه العلاج القِحْفِيّ عند الأطفال والرضع.
العلاج القِحْفِيّ يحتمل أن تكون ضارة. كانت هناك حالات لأشخاص يعانون من إصابات في الرأس يعانون من مزيد من الإصابات نتيجة العلاج القِحْفِيّ. إذا تم استخدامه كبديل للعلاج المشروع لحالة خطيرة، فإن اختيار العلاج القِحْفِيّ يمكن أن يكون له عواقب سلبية خطيرة.
وفقا لجمعية السرطان الأمريكية، على الرغم من أن العلاج القِحْفِيّ قد تخفف من أعراض التوتر، «لا تدعم الأدلة العلمية المتاحة الادعاءات بأن العلاج القحفي العضلي يساعد في علاج السرطان أو أي مرض آخر». تلقى اعتلال العظام في الجمجمة تقييماً مشابهاً، حيث توصلت إحدى الدراسات التي أجريت عام 1990 إلى عدم وجود أساس علمي لأي من مزاعم الممارسين التي بحثتها الورقة.
في أكتوبر 2012، أجرى إدزارد إرنست مراجعة منهجية للتجارب السريرية العشوائية للعلاج القحفي العضلي. ووصل إلى أن «فكرة أن العلاج القِحْفِيّ مرتبطة بأكثر من تأثيرات غير محددة لا تستند إلى أدلة من تجارب سريرية عشوائية صارمة.» وتعليقًا على هذا الاستنتاج، كتب إرنست في مدونته أنه اختار الصياغة كـ «طريقة مهذبة وعلمية لقول أن العلاج القِحْفِيّ هي زائفة». كما أشار إرنست إلى أن جودة خمس من التجارب الست التي استعرضها كانت «سيئة للغاية»، وهو الشعور الذي ردد مراجعة أغسطس 2012 التي لاحظت «الجودة المنهجية المعتدلة للدراسات المشمولة».
انتقد إرنست مراجعة منهجية أجراها عام 2011 أجراها كل من جايكل وفون هاوينشايلد لإدراجها في الدراسات القائمة على الملاحظة وتشمل دراسات مع متطوعين أصحاء. خلصت هذه المراجعة إلى أن قاعدة الأدلة المحيطة بالعلاج القحفي العجزي وفعاليته كانت متفرقة وتتكون من دراسات ذات تصميم غير متجانس. ذكر مؤلفو هذا الاستعراض أن الأدلة المتوفرة حاليًا لم تكن كافية لاستخلاص النتائج.
قاعدة الأدلة على العلاج القِحْفِيّ هي متفرق ويفتقر إلى آلية مقبولة بيولوجيا. في غياب تجارب عشوائية محكومة جيدة التصميم، فهي عبارة عن علم زائف، وحجبها العملي. تُظهر الاختبارات أن ممارسي العلاج القِحْفِيّ لا يمكنهم في الواقع تحديد النبض القحفي المزعوم، وأن الممارسين المختلفين سيحصلون على نتائج مختلفة لنفس المريض. لا يمكن دعم فكرة الإيقاع القحفي العضلي بشكل علمي.

## اللائحة
كتب إدزارد إرنست أنه في عام 2005 في المملكة المتحدة، أصدرت مؤسسة أمير ويلز كتيبًا يدرج العلاج القِحْفِيّ كواحد من العديد من العلاجات البديلة الشائعة، لكنه يعترف بأن العلاج لم يكن خاضعًا للتنظيم ويفتقر إما إلى برنامج تدريبي محدد أو إشراف على جهة مختصة. كتب إرنست أن هذا يجعل المعالجين الذين يمارسون علاج العلاج القِحْفِيّ «أقل تنظيمًا من العشارين».

## تقنية
يعالج المعالج جسم المريض برفق، ويركز بشدة على الحركات المتواصلة. يوصف شعور الممارس بالتناغم مع المريض على أنه انتصار.